# Francesc Ordeig i Terricabres
Francesc Ordeig (Vic, 23 de desembre de 1920 - Vic, 30 de setembre de 2014) fou un esportista i dirigent esportiu vinculat al futbol i la caça. També fou el fundador de l'assessoria laboral i fiscal Ausònia Serveis de Vic, l'any 1986.
Va jugar a futbol a la Penya del Gimnàstic Vic, però quan el 1936 va esclatar la Guerra Civil va ser mobilitzat a l'exèrcit republicà i amb 16 anys va formar part de la lleva del biberó. En acabar el conflicte bèl·lic, malgrat que el van ferir en un bessó de la cama, va haver de fer el servei militar i el van destinar a Sant Sebastià, on va tornar a jugar al futbol enrolat en el Real Unión de Irún, que aleshores jugava a Segona Divisió. En acabar, tornà a Catalunya i de 1943 a 1945 va jugar a la UE Vic, de 1945 a 1946 en el CE Sabadell i després al EC Granollers. Acabà la seva trajectòria al FC Martinenc. Una vegada retirat, a partir de 1950 va dirigir els equips inferiors de la UE Vic. Paral·lelament al futbol, també va començar a practicar la caça, esport en què s'havia iniciat de jove. Cofundador de la Societat de Caçadors de la Comarca d'Osona, a mitjans dels anys setanta va entrar a la Junta Directiva de la Tercera Federació Regional de Caça, que en aquells moments corresponia a la territorial de Barcelona i la presidia José Miguel Zuazu, i el 1977 en va ser elegit president. Durant el seu mandat es va produir el procés de transformació de les delegacions de les federacions espanyoles en Federacions Catalanes i ell va ser elegit primer president de la Federació Catalana de Caça a principis de 1984 i la va dirigir fins al 1989, quan va ser nomenat president honorari a perpetuïtat. Entre 1976 i 1984 també va ser vicepresident de la Federació Espanyola i president del seu Comitè de Competicions. Posteriorment també va ser president de la Junta Interterritorial de Federaciones Autonómicas de Caza, i membre de la Federació Internacional d'aquest esport. Durant aquesta època també va ser el responsable de l'equip espanyol en els Campionats d'Europa i del Món de recorreguts de caça, especialitat en la qual també va ser àrbitre. Rebé la medalla de Forjador de la Història Esportiva de Catalunya el 1989.